# Sousei no Onmyouji
Sousei no Onmyouji (яп. 双星の陰陽師 Со:сэй но Оммё:дзи, букв. «Оммёдзи восьми звёзд» или «Две звезды оммёдзи») — фантастическая сёнэн-манга, автором и иллюстратором которой является Ёсиаки Сукэно. Публиковалась в журнале Jump Square издательством Shueisha, на английском языке лицензирована Viz Media. Аниме-адаптация студии Pierrot транслировалась с 6 апреля 2016 года. Сюжет аниме от манги разительно отличается.

## Сюжет
Рокуро — молодой парень, который абсолютно не мечтает стать оммёдзи. Как бы то ни было, он оказывается в паре с таинственной девушкой по имени Бэнио, которая приходится ему не только магическим партнёром, но и будущей невестой. Пока Рокуро обдумывает возможности избежать такого сценария, но сам того не замечая влюбляется в Бэнио и теперь им надо спасти мир от скверны.

## Персонажи (в аниме)

### Основные
Рокуро Эммадо (яп. 焔魔堂ろくろ Эммадо: Рокуро)
Сэйю: Нацуки Ханаэ
Главный герой, дерзкий и нахальный 14-летний школьник. В детстве мечтал стать самым сильным оммёдзи и изгнать всю Скверну, однако после инцидента, известного как «Трагедия Хинацуки», он поклялся никогда больше не иметь дело с миром оммёдзи. Однако после встречи с Бэнио он вновь использует свои силы. Как выяснилось во время Трагедии Хинацуки он был вынужден убить своих лучших друзей, которые были одержимы Скверной и с тех пор его правая рука также поражена ею — при использовании особого, чёрного, талисмана рука покрывается огнём и превращается в демоническую, давая способность убивать Скверну практически с одного удара. Стал одним из Сосэй — потенциальных родителей Мико (своего рода мессии, который уничтожит всю Скверну) — но идея того, что Бэнио должна стать его невестой, его не слишком радует (хотя позднее выясняется, что девушка ему нравится, когда улыбается). Но потом он узнает, что он сам скверна.
Бэнио Адасино (яп. 化野紅緒 Адасино Бэнио)
Сэйю: Мэгуми Хан
Главная героиня, молчаливая наследница известной семьи, потомственная оммёдзи. Как и Рокуро когда-то, мечтает стать сильнейшей и уничтожить Скверну, но её мотив — месть за родителей, которые погибли, защищая её. В сражении использует до шести одновременных зачарования (усиление, ускорение, защита, сверхзрение, меч в правой руке, меч в левой руке), а также закрывает лицо маской лисы. Стала одной из Сосэй — потенциальных родителей Мико — но мысль о том, что Рокуро в будущем станет её женихом, не кажется её такой уж светлой (что, впрочем взаимно). На самом деле втайне восхищается упорством главного героя, считая, что это его единственное достоинство. В сражении с Юто теряет обе ноги, но Камуи даёт ей новые, в результате чего они в бою, подобно правой руке Рокуро, становятся похожими на демонические и дают ей огромный, гораздо больший чем раньше, прирост в скорости. Тем не менее через некоторое время теряет способности к зачарованию, отчего впадает в депрессию. Имеет фамильяра — сикигами Кинако.

### Второстепенные
Юто Идзика (яп. 石鏡悠斗 Идзика Ю:то)
Сэйю: Аюму Мурасэ
Друг детства Рокуро и старший брат-близнец Бэнио, главный антагонист. Является ответственным за «Трагедию Хинацуки», так как именно он заразил друзей Рокуро Скверной. С тех пор считался погибшим, но позже вернулся. Его целью является обретение абсолютной власти над ян (духовными силами человека) и инь (способностями Скверны), что, скорее всего, приведёт к гибели всего живого. Но что же он все таки хочет на самом деле.
Маюра Отоми (яп. 音海繭良 Отоми Маюра)
Сэйю: Ю Сэридзава
Подруга детства Рокуро и дочь влиятельного оммёдзи. Должна была стать жертвой экспериментов Юто, но выжила (её избавил от Скверны Рокуро). С тех пор всегда рядом с главным героем, а также обучилась у Сэйгэна особому зачарованию, Бякко, и стала одной из 12 стражей, заняв место отца. Неравнодушна к Рокуро, завидует Бэнио.
Сэйгэн Амакава (яп. 天若清弦 Амакава Сэйгэн)
Сэйю: Дзюнъити Сувабэ
Отец Маюры, бывший учитель Рокуро и Юто. Также он один из 12 стражей (его прозвище — Бякко). Оставил свою семью, так как не желал, чтобы его обязанности одного из стражей влияли на их жизни. В первом сражении с Юто потерял руку, после чего вынужден покинуть ряды 12 стражей, передав свои обязанности и право носить прозвище «Бякко» своей дочери, которую до этого обучал 2 года. Несмотря на увечье продолжил бороться со Скверной как обычный оммёдзи.
Симон Икаруго (яп. 斑鳩 士門 Икаруга Симон)
Сэйю: Кайто Исикава
16-летний вундеркинд, один из 12 стражей — «Судзаку». Бывший ученик Сэйгэна. Поставил перед собой цель прекратить 1000-летнюю войну и освободить Сайо, желая ей долгой жизни. При первой встрече с Рокуро смотрел на него свысока, не считая его особо сильным, но после того, как тот спас Сайо от Басары, начал уважать его. С тех пор с нетерпением ждёт возможности сразиться с ним плечом к плечу. Имеет способность к полёту. Влюбляется в Маюру.
Арима Цутимикадо (яп. 土御門 有馬 Цутимикадо Арима)
Сэйю: Дайсукэ Намикава
Эксцентричный глава японского отделения оммёдзи, который устроил помолвку между Рокуро и Бэнио (позже также переселяет их в роскошный загородный дом). Несмотря на то, что, как правило он видится комичным персонажем, у него есть и тёмная сторона. Также он настолько силён, что двое из 12 стражей отказались помогать ему в бою, так как, по их словам, они будут лишь путаться под ногами. Часто кажется, что ему нет дела до Рокуро и Бэнио, особенно, когда они в опасности. На самом деле он желает, чтобы они были достойны носить имя Сосэй, так как до них были и другие пары-кандидаты на роль родителей Мико, но все погибли из-за собственной небрежности.
Рёго Нагицудзи (яп. 椥辻 亮悟 Нагицудзи Рё:го)
Сэйю: Томоаки Маэно
Лучший друг Рокуро, также часто позиционируется как его старший брат. Живёт в общежитии Сэйка и возглавляет отряд других живущих там оммёдзи. Видит в Бэнио возможность вернуть Рокуро в строй, так как считает, что именно в разгар боя со Скверной тот действительно счастлив.
Кинако (яп. きなこ Кинако)
Сэйю: Дзюн Фукуяма
Маленький лисёнок-сикигами, фамильяр Бэнио. Ревностно защищает свою госпожу от «всяких извращенцев», часто ссорится с Рокуро. Имеет возможность предчувствовать появление Скверны, о чём тут же заявляет возгласами «Беда! Беда!».
Камуи (яп. 神威 Камуи)
Сэйю: Юки Оно
Самый младший из 11 Басар. На нём лежит ответственность за гибель родителей Бэнио. Склонен давать противнику время на раздумье о том, какой он смертью желает умереть. Своим единственным развлечением считает борьбу с людьми, как правило не заботится ни о жертвах среди них, ни о жертвах среди сородичей. Несмотря на это, ему нравятся люди, так как, несмотря на свою слабость, они стремятся стать сильнее.
Синносукэ Кунидзаки (яп. 国崎 慎之助 Кинидзаки Синносукэ)
Сэйю: Дайки Ямасита
Молодой оммёдзи. Живёт в общежитии Сейка и сражается со Скверной вместе с Рёго.

## Манга
Ёсиаки Сукэно начал выпускать мангу 4 октября 2013 года в журнале Jump Square. Специальная глава была выпущена в Weekly Shonen Jump в апреле 2016.
Viz Media лицензировала серию для публикации на территории Северной Америки, первый том на английском был опубликован в июле 2015 года.
| № | Дата публикации      | ISBN                   |
| - | -------------------- | ---------------------- |
| 1 | 4 февраля 2014 года  | ISBN 978-4-08-880015-8 |
| 2 | 4 июня 2014 года     | ISBN 978-4-08-880117-9 |
| 3 | 3 октября 2014 года  | ISBN 978-4-08-880203-9 |
| 4 | 5 января 2015 года   | ISBN 978-4-08-880294-7 |
| 5 | 1 мая 2015 года      | ISBN 978-4-08-880370-8 |
| 6 | 4 сентября 2015 года | ISBN 978-4-08-880473-6 |
| 7 | 4 января 2016 года   | ISBN 978-4-08-880591-7 |
| 8 | 4 апреля 2016 года   | ISBN 978-4-08-880657-0 |
| 9 | 4 августа 2016 года  | ISBN 978-4-08-880757-7 |

## Аниме
О выпуске аниме-адаптации было объявлено на обложке Jump Square за январь 2016 года. Режиссёр серии Томохиса Тагути, сценарист Нарухиса Аракава, производство студии Pierrot. Опенинг «Valkyrie -Ikusa Otome-» (яп. Valkyrie -戦乙女-,  «Валькирия -Дева войны-») исполнила группа Wagakki Band, эндинг «Eyes» (яп. アイズ Айдзу, «Глаза») исполнила Хитоми Кадзи.
Аниме начало транслироваться 6 апреля 2016 года на TV Tokyo, TV Osaka, TV Aichi, TV Hokkaido, TV Setouchi и TVQ Kyushu Broadcasting. Crunchyroll проводит международную трансляцию за пределами Азии.

### Список серий
| № серии | Название | Трансляция в Японии   |
| ------- | --- | --------------------- |
| 1       | Предначертанная встреча. Мальчик встречает девочку «Уммэй но Футари» (運命の二人 BOY MEETS GIRL)                                             | 6 апреля 2016 года    |
| 2       | Переплетение двух звёзд. Роковой бой «Футабоси Ко:са» (双星交差 A FATEFUL FIGHT)                                                             | 13 апреля 2016 года   |
| 3       | Различие Целей. Цена Геройства «Сурэтигай» (すれ違い A HERO’S WORTH)                                                                         | 20 апреля 2016 года   |
| 4       | Шум Магано. Назойливая парочка «Магано но Ото» (禍野の音 BOTHERSOME TWOSOME)                                                                 | 27 апреля 2016 года   |
| 5       | Двенадцать Стражей, Птица Вермилион. Страж Симон «Дзю:нитэн Сё: Судзаку» (十二天将 朱雀 THE GUARDIAN SHIMON)                                 | 4 мая 2016 года       |
| 6       | Бэнио и Маюра. Девичник «Бэнио то Маюра» (紅緒と繭良 GIRLS’ PARTY)                                                                           | 11 мая 2016 года      |
| 7       | Новое испытание. Невероятная игра «Аратанару Сирэн» (新たなる試練 UNBELIEVABLE GAME)                                                         | 18 мая 2016 года      |
| 8       | Чувства Рокуро. Шокирующее признание «Рокуро но Кимоти» (ろくろの気持ち SHOCKING CONFESSION)                                                 | 25 мая 2016 года      |
| 9       | Сплетающиеся трагедии. Трагедия приходит с улыбкой «Ко:саку Суру Хигэки» (交錯する悲劇 TRAGEDY COMES WITH SMILE)                             | 1 июня 2016 года      |
| 10      | Тренировка от Субару. Завораживающий страж «Субару но Сюгё:» (すばるの修行 THE BEWITCHING GUARDIAN)                                          | 8 июня 2016 года      |
| 11      | Вперёд, молодожены. Фантастические моменты «Синкон-сан о Кибариясу» (新婚さんおきばりやす FANTASTIC MOMENTS)                                 | 15 июня 2016 года     |
| 12      | Хватит уже. Басара Камуи «Камбэн Сироси» (勘弁しろし BASARA BOY KAMUI)                                                                       | 22 июня 2016 года     |
| 13      | Твоя отвага — моя отвага. Ноль миллиметров «Кими но Ю:ки, Ватаси но Ю:ки» (君の勇気、私の勇気 ZERO MILLIMETERS APART)                        | 6 июля 2016 года      |
| 14      | Юката, звёзды и желания. Танабата «Юката то Хоси то Нэгайгото» (浴衣と星と願い事 TANABATA SPECIAL)                                           | 13 июля 2016 года     |
| 15      | Прощай, одиночество. Пробуждение любви «Хитори Ботти ни Саё:нара» (ひとりぼっちに さようなら THE AWAKENING OF LOVE)                          | 20 июля 2016 года     |
| 16      | В качестве экзорциста. Спасайся, а потом рыдай «Оммё:дзи Тоситэ» (陰陽師として SALVATION THEN WAILING)                                       | 27 июля 2016 года     |
| 17      | Красная эмблема мастера. Новый талисман «Си га Курэта Акаи Акаси» (師がくれた赤い証 NEW TALISMAN FROM MASTER)                                | 3 августа 2016 года   |
| 18      | Перед Битвой. Триумф над страхом «Кэссэн Дзэнъя» (決戦前夜 TRIUMPH OVER FEAR)                                                                | 10 августа 2016 года  |
| 19      | Грехи и Нечистоты. Десятисекундное решение «Цуми мо Кэгарэ мо» (罪もけがれも THE 10 SECONDS DECISION)                                        | 17 августа 2016 года  |
| 20      | Наш путь. Будущее для двоих «Футари но Мити» (ふたりの道 TO THE FUTURE WITH US TWO)                                                          | 24 августа 2016 года  |
| 21      | Перерождение Близнецов Звезды. Сладкая фея «Футабоси Синсэй» (双星新生 SWEETIE FAIRY)                                                        | 31 августа 2016 года  |
| 22      | Это нечистоты, ты в курсе. Философия грязного серафима «Кэга Рэтэ н дзя ～ н» (ケガれてんじゃ～ん PHILOSOPHICAL FILTHY SERAPHIM)             | 7 сентября 2016 года  |
| 23      | На запад, Близнецы Звезды. Трудно быть матерью «Футабоси Ниси э» (双星 西へ HARD TO BE MOTHER)                                               | 14 сентября 2016 года |
| 24      | Мечта Кэгарэ. Что такое красота? «Кэгарэ но Мита Юмэ» (ケガレの見た夢 WHAT IS BEAUTIFULL?)                                                   | 21 сентября 2016 года |
| 25      | Небесный Аватар. Вернись! Левша «Тэн Мото Сора га» (天・元・空・我 COME BACK! SOUTHPAW)                                                      | 28 сентября 2016 года |
| 26      | Близнецы Звезды VS Близнецы Нитей Басара «Со:сэй vs Футабоси» (双星VS双生 BASARA TWINS' STRINGS)                                             | 5 октября 2016 года   |
| 27      | Секрет Маюры. Секретный урок Маюры «Химицу но Маюра-тян» (ひみつの繭良ちゃん MAYURA’S SECRET LESSON)                                         | 12 октября 2016 года  |
| 28      | Тэмма Уномия. Превосходство «Уномия Тэмма» (鸕宮天馬 TRANSCENDENCE)                                                                          | 19 октября 2016 года  |
| 29      | Обещание Саэ. Пропавший мастер-экзорцист «Саэ то но Якусоку» (さえとの約束 MISSING EXORCIST MASTER)                                          | 26 октября 2016 года  |
| 30      | Вечная улыбка. Вечная прекрасная улыбка «Ицу Мадэ мо Эгао дэ» (いつまでも笑顔で LOVELY SMILE FOREVER)                                        | 2 ноября 2016 года    |
| 31      | Вай-вай, Кинако Хай! Потому что я с тобой «Соба ни Ирукара» (そばにいるから WAI WA KINAKO YA!)                                               | 9 ноября 2016 года    |
| 32      | В хаосе. Ища прошлое, находишь будущее «Контон но Нака ни» (混沌の中に SEEKING THE PAST, SEEKING THE FUTURE)                                 | 16 ноября 2016 года   |
| 33      | Ответная услуга мастеру. Я хочу, чтобы ты меня съел «Си (моро) но Онгаэси» (師(もろ)の恩返し I WANT YOU TO EAT ME)                           | 23 ноября 2016 года   |
| 34      | Величайший дуэт! Вати vs Васи и Ватаси «Мэй Комби Дзянэй» (名コンビじゃねぇ！ WACHI vs WASHI＆WATASHI)                                       | 30 ноября 2016 года   |
| 35      | Месть кукловода. Я не одинок «Фукусю: но Урабэ-си» (復讐の傀儡師 I AM NOT ALONE)                                                             | 7 декабря 2016 года   |
| 36      | Что необходимо защитить. Что действительно важно «Маморубэкимоно» (守るべきもの WHAT IS REALLY IMPORTANT)                                    | 14 декабря 2016 года  |
| 37      | Парение духов в городе романтики. Расскажи мне о своих правдивых чувствах «Кои но Мати Маиагару» (恋の町 舞い上がる TELL ME HONEST FEELINGS) | 21 декабря 2016 года  |
| 38      | Самый злополучный день Наругами. Некуда бежать, негде скрыться «Наругами-тё: Сай Кё: но Хи» (鳴神町最凶の日 NO WAY TO RUN,NO PLACE TO HIDE)  | 4 января 2017 года    |
| 39      | Священный зверь любви. Бой дочери! Восторг отца! «Дзиай но Рэйдзю:» (慈愛の霊獣 DAUGHTER’S FIGHT! FATHER’S DELIGHT)                          | 11 января 2017 года   |
| 40      | Танец сердец двух звёзд. Они наконец поцеловались? «Футабоси Токимэку» (双星ときめく FINALLY THEY KISSED?)                                   | 18 января 2017 года   |
| 41      | Осень двенадцати хранителей! Приятных кошмаров, 12 хранителей «Дзю:ни Тэнсё:, Дуоцу!» (十二天将、堕つ！ HAVE A NICE NIGHTMARE, 12 GUARDIANS) | 25 января 2017 года   |
| 42      | Я пришёл из Магано. Скажи, что это не так, Рокуро! «Фурусато ва Вадзавай» (故郷は禍野 SAY IT AIN’T SO, ROKURO!)                              | 1 февраля 2017 года   |
| 43      | Тысячелетняя мечта. Меланхоличный мизантроп «Титосэ но Юмэ» (千年の夢 MELANCHOLIC MISANTHROPE)                                               | 8 февраля 2017 года   |
| 44      | Вдали вопреки любви. Прощай, мой дорогой «Аисурэ То:ку» (愛すれど遠く FAREWELL, MY PRECIOUS)                                                 | 15 февраля 2017 года  |
| 45      | Пара одиночек. Одинокий близнец-экзорцист «Хитори Кири но Футари» (ひとりきりの二人 LONELY TWIN EXORCIST)                                    | 22 февраля 2017 года  |
| 46      | Юто. Судьба «Ю:то» (悠斗 DESTINY) | 1 марта 2017 года     |
| 47      | Бэнио. Положительный «Бэнио» (紅緒 POSITIVE)                                                                                                 | 8 марта 2017 года     |
| 48      | Единство. Солидарность «Данкэцу» (団結 SOLIDARITY)                                                                                           | 15 марта 2017 года    |
| 49      | Возрождение. Восстановление «Фуккацу» (復活 RESTORATION)                                                                                     | 22 марта 2017 года    |
| 50      | Две звезды. Близнецы «Со:сэй» (双星 TWINS)                                                                                                   | 29 марта 2017 года    |